# Juri Sergejewitsch Assejew
Juri Sergejewitsch Assejew (russisch Юрий Сергеевич Асеев, ukrainisch Юрій Сергійович Асєєв Jurij Serhijowytsch Assjejew,  wiss. Transliteration Jurij Sergeevič Aseev; * 13. Dezemberjul. / 26. Dezember 1917greg. in Kiew, Russisches Kaiserreich; † 4. Oktober 2005 in Kiew, Ukraine)  war ein sowjetischer und russisch-ukrainischer Architekt und Architekturhistoriker. Assejew war seit 1991 Verdienter Architekt der Ukraine und ab 1992 Ehrenakademiemitglied der Ukrainischen Akademie für Architektur.

## Leben

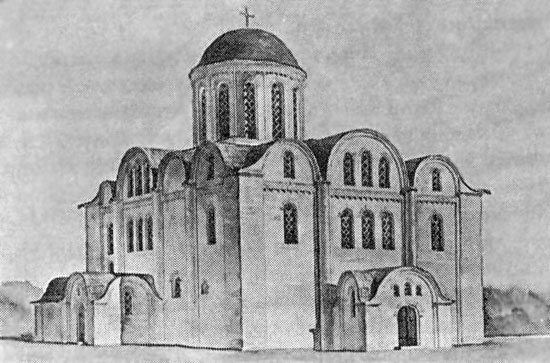
Kirche des heiligen Kyrill, Kiew. Rekonstruktion des ursprünglichen Zustandes durch J. A. Assejew

Assejew wurde in einer bürgerlich-intellektuellen Familie geboren. Sein Onkel mütterlicherseits war der ukrainische Architekt Dmitri Michailowitsch Djatschenko, ein Onkel väterlicherseits des russischen Dichters Nikolai Nikolajewitsch Assejew. Er studierte an der 1. Kiewer Arbeitsschule Taras Schewtschenko", schloss 1935 die Kiewer Fachschule für Bauingenieurwesen ab und arbeitete anschließend bis 1941 als Schüler beim bekannten sowjetischen Architekten Iossif Juljewitsch Karakis.
Zwischen 1943 und 1945 arbeitete er unter Pjotr Dmitrijewitsch Baranowski an der Dokumentation von altrussischen Baudenkmälern auf dem Gebiet der Ukraine, die während des Deutsch-Sowjetischen Krieges zerstört worden waren. Von 1944 bis 1964 war er Mitarbeiter an der ukrainischen Zweigstelle der Akademie für Architektur der UdSSR (ab 1945 Ukrainische Akademie für Architektur). 1948 verteidigte er seine Dissertation und begann seine Lehrtätigkeit am Kiewer Institut für Bauwesen.

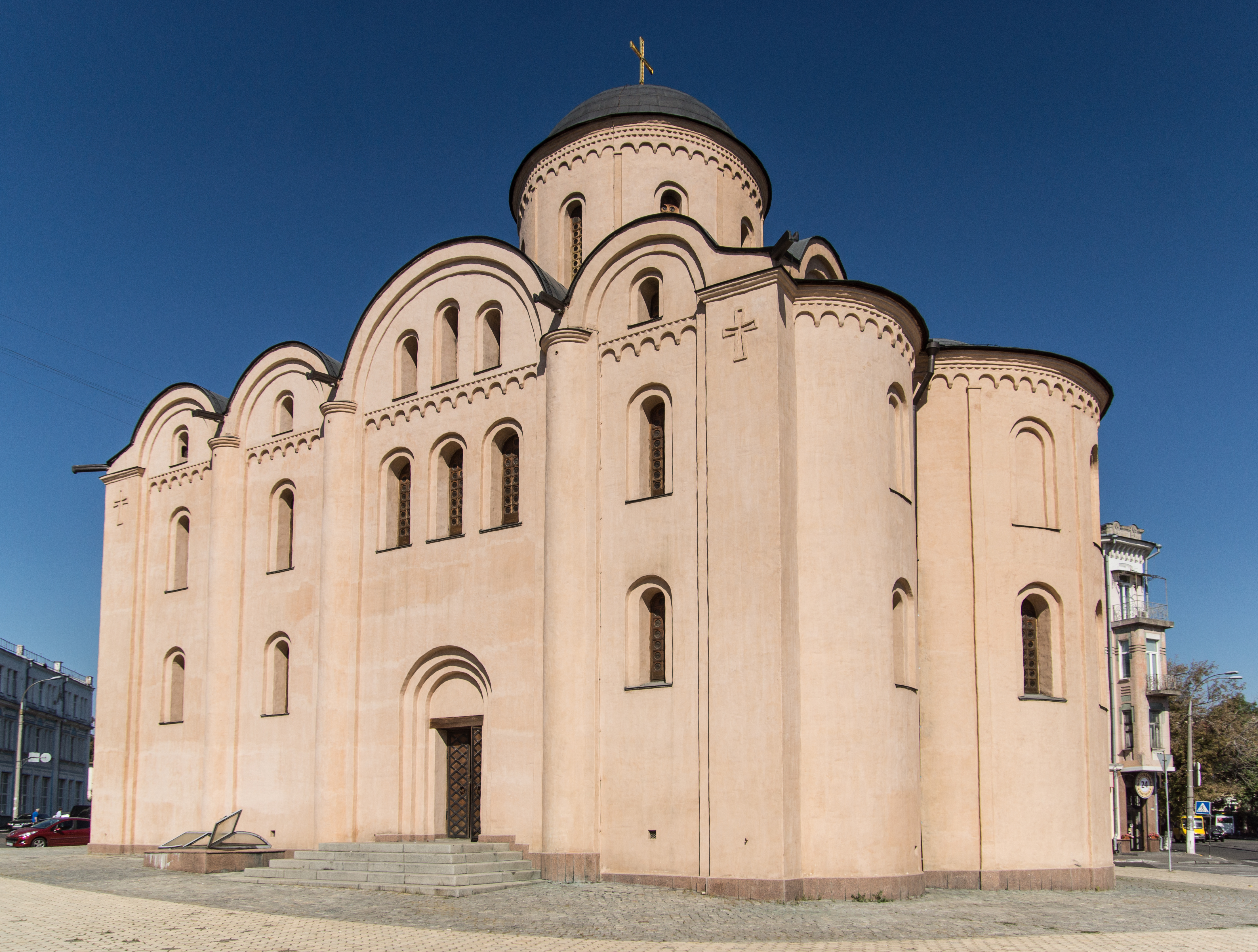
Kirche Mariä Himmelfahrt in Pyrohoshcha, nach den Forschungsergebnissen Assajews 1997/98 wiedererrichtet

 Assejew beschäftige sich vorrangig mit der Erforschung, Dokumentation und Rekonstruktion altrussischer Bauwerke und der Popularisierung entsprechender Forschungsergebnisse. Von 1953 bis 1999 führte er einen Kurs über Architekturgeschichte am Kiewer Staatlichen Architekturinstitut durch, von 1964 bis 1966 leitete er das Institut für Theorie und Geschichte der Kunst, ab 1966 bis 1993 das Institut für Theorie und Geschichte der Architektur und Synthese der Künste. Von 19736 bis 1979 war er Prorektor für wissenschaftliche Arbeit, seit 1973 auch Professor.
Assejew leistete einen wesentlichen Beitrag zur Erforschung und Rekonstruktion alter russischer Baudenkmäler. Unter seiner Leitung wurden u. a. die Zehntkirche, die Sophienkirche, die Kirche des heiligen Kyrill, die Kirche Mariä Himmelfahrt in Pyrohoshcha in Kiew, die Verklärungskathedrale in Tschernigow sowie altrussische Kirchen in Kanew und Belgorod-Kiewski untersucht und dokumentiert. Seine Arbeiten dienten in vielen Fällen als Grundlage für die Rekonstruktion und Renovierung von in Zeiten der Sowjetherrschaft abgerissener und beschädigter Kirchenbauten.
Assejew war Mitglied des International Council on Monuments and Sites und des sowjetischen Architektenverbandes. 1971 erhielt er den Staatspreis der Ukrainischen Sozialistischen Volksrepublik für Wissenschaft und Technik. 1995 wurde er vom damaligen Staatspräsidenten der Ukraine zum Mitglied der Kommission für die Restaurierung herausragender Denkmäler der Geschichte und Kultur ernannt.
Assejew wurde auf dem Baikowe-Friedhof bestattet.

## Publikationen
- Орнаменти Софiï Киïвськоï. Kiew 1949 (ukrainisch)
- Архітектура Кирилівського заповідника // Архітектурнi пам’ятники. Kiew 1950 (ukrainisch)
- Памятники архитектуры Украины: Чертежи и фотогр. Kiew 1954 (russisch)
- Очерки истории архитектуры Украинской ССР. Дооктябрьский период. Kiew 1957 (russisch)
- Спаський собор у Чернігові. Пам’ятник архітектури XI ст. Держбуд-видав УРСР, Kiew 1959 (ukrainisch)
- Древний Киев, X-XVII вв. Moskau 1956 (russisch)
- А.Архитектура Крыма. Госстройиздат УССР, Kiew 1961 (russisch)
- Новые данные о соборе Дмитриевского мон-ря в Киеве In: Современная Архитектура, 1961 (russisch)
- Всеобщая история архитектуры. Band 3, т.3, Из-во Академии архитектуры СССР, Moskau 1966 (russisch)
- Історія українського мистецтва. Band 1, УРЕ, Kiew 1966 (ukrainisch)
- Архитектура Київської Русі. Будівельник, Kiew 1969; (ukrainisch)
- Мистецтво стародавнього Києва. Кiew 1969; (ukrainisch)
- Подорож в античний світ. Кiew 1970 (ukrainisch)
- Киевская София и древнерус. зодчество In: София Киевская: Мат-лы исследований. Кiew 1973; (russisch)
- Пам’ятки архітектури. In: Раннєслов’янський та давньоруський періоди Herausgeber: В. І. Довженок, Наук, Kiew 1975 (ukrainisch)
- Розповіді про архітектурні скарби.Радянська школа, Kiew 1976 (ukrainisch)
- Древнерусское искусство эпохи «Слова о полку Игореве» и груз. архитектура эпохи Руставели. Tiflis 1975 (russisch)
- Джерела: Мистецтво Київської Русі Мистецтво, Kiew 1980 (ukrainisch)
- Стили в архитектуре.Kiew 1980 (ukrainisch)
- Обриси древнього Києва. Kiew 1981 (ukrainisch)
- Шедеври світової архітектури.Kiew 1982 (ukrainisch)
- Архитектура древнего Киева Herausgeber: И. А. Игнаткин, Kiew 1982 (russisch)
- Київські етюди. Kiew 1982 (ukrainisch)
- Мистецтво Киïвськоï Русi Kiew 1984 (ukrainisch)
- Архитектор-реставратор Петр Дмитриевич Барановский In: Строительство и архитектура. Jahrgang 1984, Nr. 11 (russisch)
- Гармонизация окружающей среды и проблема синтеза искусств в исторических городах Kiew 1988 (russisch)
- Мистецтво Киïвськоï РусiKiew 1989 (ukrainisch)
- Стили в архитектуре Украины. Будівельник, Kiew 1989 (ukrainisch)
- Украинский зодчий Дмитро Дяченко  In: Современная Архитектура; Jahrgang 1990, Nr. 5 (russisch)
- Професія — архітектор.Kiew 1991 (ukrainisch)
- Мариинский дворец в Киеве. Kiew 1992 (russisch)